# Valentim Gentil (gemeente)
Valentim Gentil is een gemeente in de Braziliaanse deelstaat São Paulo. De gemeente telt 10.082 inwoners (schatting 2009).